# Ephestiasula
Ephestiasula са род насекоми от семейство Hymenopodidae на разред Богомолки (Mantodea).

## Видове
- Ephestiasula amoena
- Ephestiasula intermedia
- Ephestiasula pictipes